# 7
Het jaar 7 is het zevende jaar in de 1e eeuw volgens de christelijke jaartelling.

## Gebeurtenissen

### Italië
- Publius Quinctilius Varus wordt benoemd tot proconsul van Germania en krijgt het opperbevel over het Romeins leger.
- Marcus Vipsanius Agrippa Postumus wordt door de Senaat om politieke redenen verbannen naar het eiland Pianosia.

### Europa
- Arminius keert terug naar Germanië. De Cherusken sluiten een alliantie met de Bructeren, Chatten en Tubanten.

### Parthië
- Koning Orodes III wordt vanwege zijn schrikbewind door Parthische aristocraten vermoord.
- Vonones I (r. 7-11) wordt op verzoek van Augustus op de Parthische troon gezet.

## Geboren
- Drusus Julius Caesar, zoon van Germanicus Julius Caesar (overleden 33)

## Overleden
- Dionysius van Halicarnassus, Grieks historicus en schrijver
- Glaphyra, prinses en dochter van Archelaüs van Cappadocië
- Orodes III, koning van Parthië